# AmaZulu FC (Południowa Afryka)
AmaZulu Football Club – południowoafrykański klub piłkarski, grający w południowoafrykańskiej Premier Soccer League, mający siedzibę w mieście Durban, leżącym nad Oceanem Indyjskim. 

## Sukcesy
- National Soccer League[1]:
  - mistrzostwo (1): 1972.

- Telkom Knockout[2]:
  - zwycięstwo (1): 1992.

- MTN 8[2]:
  - finał (1): 2022.

- Nedbank Cup[2]:
  - finał (6): 1972, 1973, 1974, 1987, 1990, 2010.

## Występy w afrykańskich pucharach
| Sezon     | Rozgrywki     | Runda              | Kraj                          | Klub                 | Dom | Wyjazd | Dwumecz |
| --------- | ------------- | ------------------ | ----------------------------- | -------------------- | --- | ------ | ------- |
| 2021/2022 | Liga Mistrzów | 1                  | Malawi                        | Nyasa Big Bullets FC | 0–1 | 3–1    | 3–2     |
| 2021/2022 | Liga Mistrzów | 2                  | Demokratyczna Republika Konga | TP Mazembe           | 0–0 | 1–1    | 1–1     |
| 2021/2022 | Liga Mistrzów | gr. B (3. miejsce) | Maroko                        | Raja Casablanca      | 0–2 | 0–1    | 0–3     |
| 2021/2022 | Liga Mistrzów | gr. B (3. miejsce) | Algieria                      | ES Sétif             | 1–0 | 0–2    | 1–2     |
| 2021/2022 | Liga Mistrzów | gr. B (3. miejsce) | Gwinea                        | Horoya AC            | 1–0 | 1–1    | 2-1     |

## Stadion
Domowe mecze klub rozgrywa na stadionie Kings Park Stadium w Durbanie. Stadion może pomieścić 55000 widzów.